# شهرستان رحیم‌بیک
شهرستان رحیم‌بیک (به قزاقی: Райымбек ауданы، رايىمبەك اۋدانى) یک شهرستان در قزاقستان است که در استان آلماتی واقع شده‌است.

## خصوصیات
شهرستان رحیم‌بیک ۱۴٬۲۰۰ کیلومترمربع مساحت و ۷۹٬۶۲۴ نفر جمعیت دارد.

## وجه تسمیه
نام این شهرستان برای ارج نهادن به فرمانده و جنگجوی قزاق، «رحیم‌بیک بهادر» (به قزاقی: Райымбек батыр، رايىمبەك باتىر)، که در قرن ۱۸ میلادی در جنگ بین خانات قزاق و مغولان خانات جونغار نقش ایفا کرد، انتخاب شده است.